# 7622 Перґолесі
7622 Перґолесі (7622 Pergolesi) — астероїд головного поясу, відкритий 24 вересня 1960 року.
Тіссеранів параметр щодо Юпітера — 3,573.